# Emmelichthys nitidus nitidus
Emmelichthys nitidus nitidus is een ondersoort van de straalvinnige vissen uit de familie van de emmelichtiden (Emmelichthyidae). De wetenschappelijke naam van de soort is voor het eerst geldig gepubliceerd in 1845 door Richardson.